# Protocupoides sharovi
Protocupoides sharovi is een keversoort uit de familie Permocupedidae. De wetenschappelijke naam van de soort is voor het eerst geldig gepubliceerd in 1961 door Rohdendorf.